# アズテキウム
アズテキウム（学名：Aztekium）は、サボテン科の属の一つである。

## 特徴
メキシコ北部の山岳地帯に自生する小型のサボテン。刺は無く少量の綿毛に覆われる。永らく花籠の園芸名で知られる Aztekium ritteri 一属一種とされていたが、1990年に後述のヒントニーが発見されて2種となった。枯れた味わいの容姿に愛好家も多い。

## 地域と植生
メキシコ・ヌエボレオン州付近の山岳地帯の岩場の断崖にコケ植物のようにへばりついて自生する。同属の2種ともに限られた地域にのみ自生するため、乱獲により現在では絶滅の危機に瀕している。

## 主な種
- ヒントニー（Aztekium hintonii）
- 花籠（はなかご）（Aztekium ritteri）[1]
- 紅籠（Aztekium valdezii）